# Lythria communiaria
Lythria communiaria är en fjärilsart som beskrevs av Romaniozyn 1924. Lythria communiaria ingår i släktet Lythria och familjen mätare. Inga underarter finns listade i Catalogue of Life.